# Otto Wegener (Fotograf)

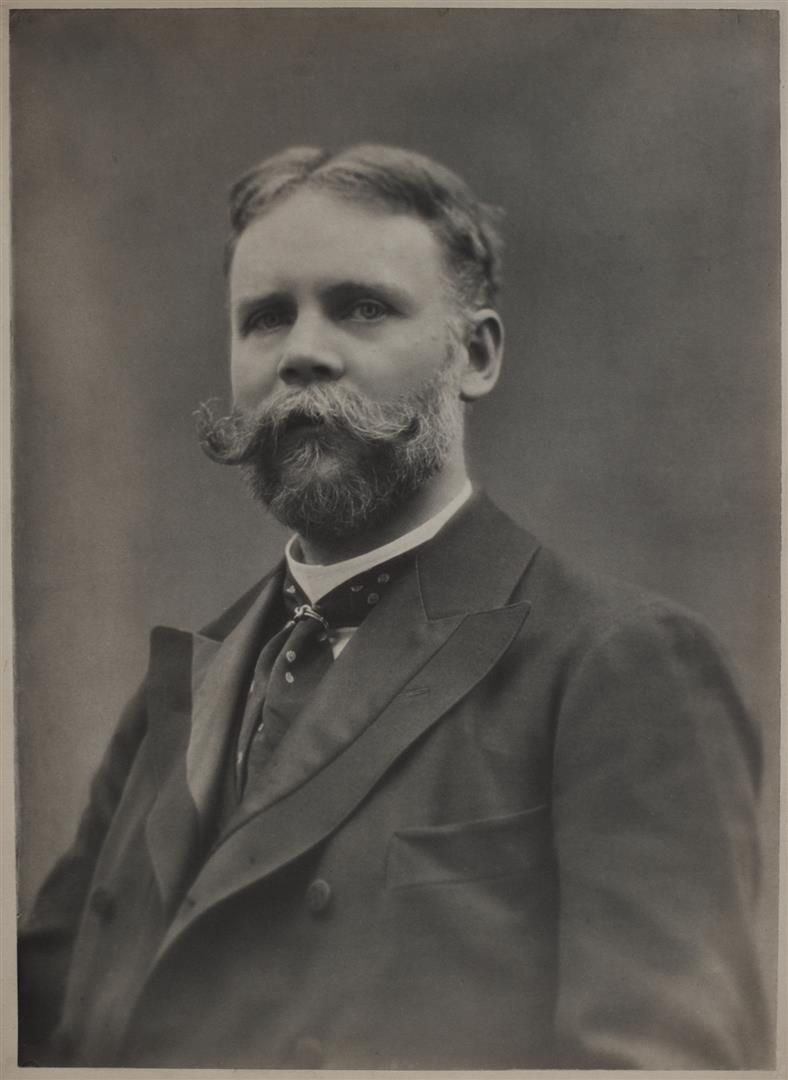
Otto Wegener

Otto Wegener (* 20. Januar 1849 in Helsingborg; † 4. Februar 1924 in Paris) war ein französischer Fotograf schwedischer Herkunft, der von 1867 bis 1924 in Paris tätig war.
Wegeners 1883 in Paris gegründetes Fotostudio Otto gehörte mit denen von Nadar und Charles Reutlinger zu den prominenten Ateliers, in denen sich die Protagonisten der Pariser Politik und Gesellschaft und der Kunst- und Literaturszene fotografieren ließen.
Zu den Personen, die er im Lauf der Jahre mehrmals fotografierte, zählten u. a. Marcel Proust, den er als Fünfjährigen erstmals fotografierte, der Dichter Paul Verlaine und Bühnenstars der Zeit, wie Isadora Duncan, Sarah Bernhardt und Ida Rubinstein.

## Leben und Werk

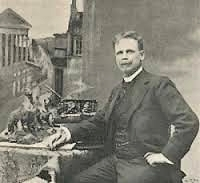
Otto Wegener auf dem Balkon seiner Wohnung mit Blick auf die Kirche La Madeleine, Paris um 1890

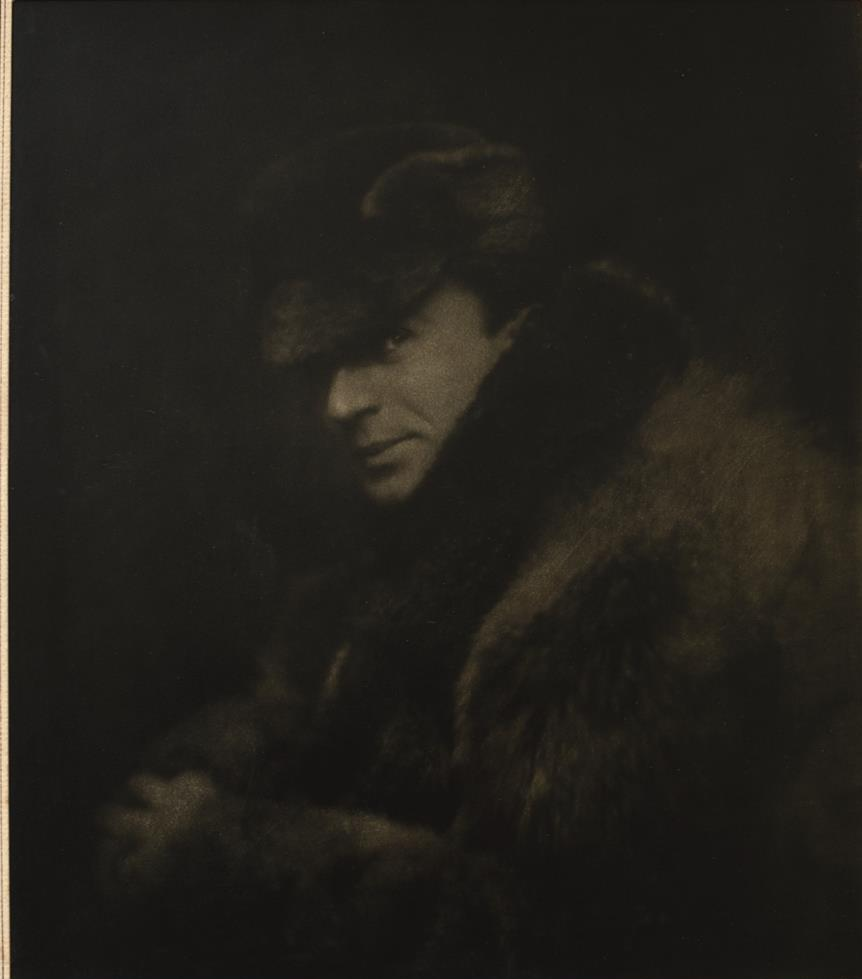
Edward Steichen, 1906. Foto: Otto Wegener

Wegener wurde in der südschwedischen Stadt Helsingborg geboren. Es gibt bisher keinerlei Quellen dafür, wo er sich seine Kenntnisse als Fotograf aneignete. Allerdings hatte in seinem Elternhaus die Fotografin Hanna Forthmeiier (1827–1914) Mitte der 1860er Jahre das erste Fotostudio der Stadt eingerichtet. 1867 ging er nach Paris, wo er sich bald als gesuchter Porträtfotograf etablieren konnte.
Im Zusammenhang mit den Unruhen während der Pariser Kommune (1871) übersiedelte er nach London. In dieser Zeit wurden seine drei Söhne geboren. Erst nach 1875 kam er nach Paris zurück.
1883 eröffnete Otto Wegener ein repräsentatives Studio an der Place de la Madeleine 3. An der Front des Hauses prangte am sechsten Stock ein Firmenschild in goldenen Lettern mit dem Namen Otto, dem Markennamen seines Studios. Die Betriebsräume gingen über vier Stockwerke und umfassten Ateliers, Labore, Empfangs- und Aufenthaltsräume. Das Haus selbst war ausgestattet mit Gemälden, antiken und Art-déco-Möbeln.
Während eines Aufenthalts im Jahr 1900 in Paris arbeitete Edward Steichen zweimal in der Woche in Wegeners Atelier. Wegener fotografierte Steichen, mit dem er freundschaftlich verbunden blieb, wahrscheinlich bei einem späteren Aufenthalt in Paris um 1906 am Steuer eines Autos.
In Wegeners Galerie in der nahen Rue Royale, in der in Wechselausstellungen Bilder von Otto gezeigt wurden, fand auch eine Ausstellung für Steichen statt.

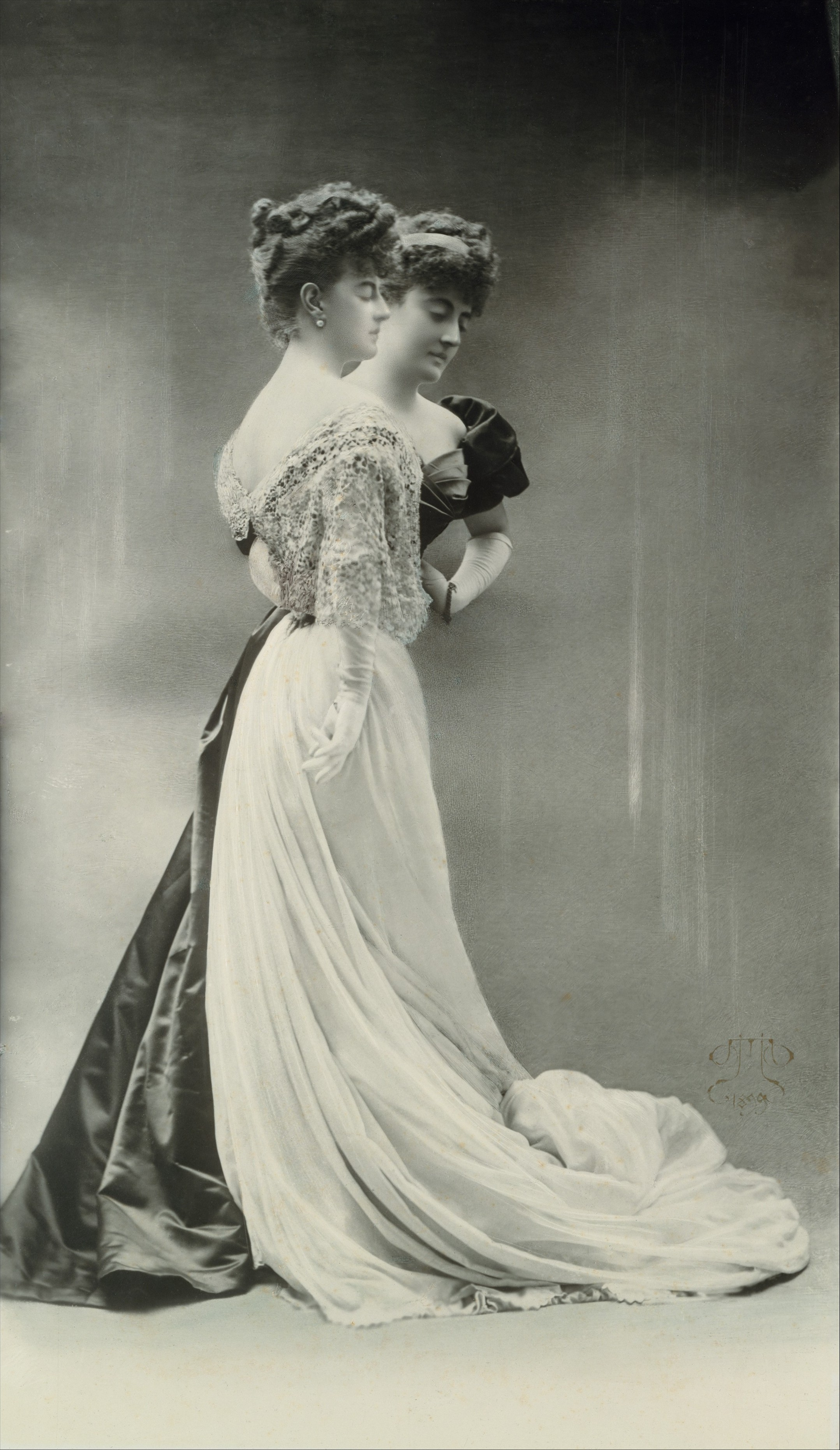
Die Comtesse Greffulhe, 1899

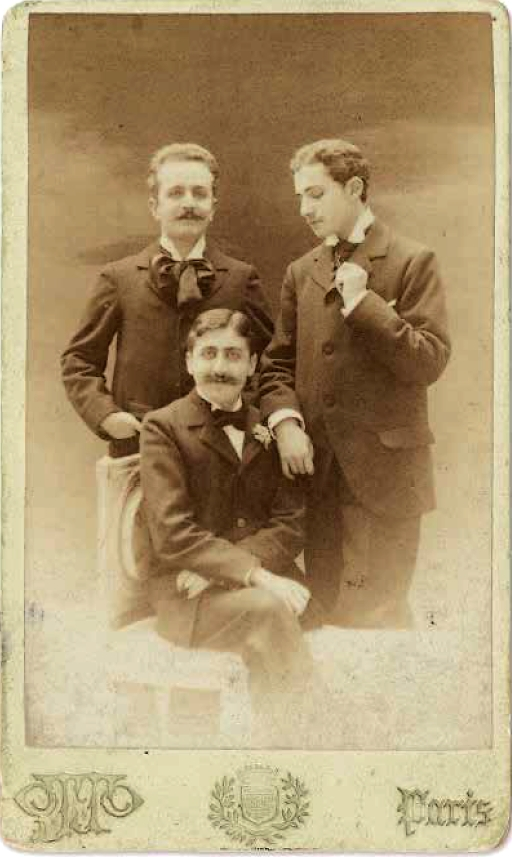
Marcel Proust, Robert de Flers (l) und Lucien Daudet (r); Cabinet Card, 1896

Wegener genoss in seiner Zeit einen guten Ruf wegen seiner eleganten Damenporträts und seiner Kinderbilder. Beispielhaft ist das Porträt der Comtesse Greffulhe, in dem sie gleich zweimal erscheint, einmal im Halbprofil und schwarz gekleidet, das andere Mal in Weiß und im Profil.
Einer seiner lukrativen Geschäftszweige war die Herstellung von Cabinet Cards im Format von ca. 91 × 58 mm. Diese auf Karton aufgezogenen Fotos dienten gleichzeitig als Werbeträger für sein Atelier. Bei Bedarf wurden parallel Abzüge in Übergröße produziert. In französischen Archiven und Museen sind zahlreiche Exemplare von Wegeners Karten erhalten, allein die Französische Nationalbibliothek besitzt 1000 Abzüge und 600 Negative.
Wegener hielt in Paris Kontakt zu hier ansässigen Schweden, bzw. zu skandinavischen Besuchern der Stadt. August Strindberg war Gast in seinem Haus, Bjørnstjerne Bjørnson, Victoria Benedictsson und Albert Edelfelt hat er fotografiert, den Prinzen Eugen von Schweden hat er im Fotografieren unterrichtet, und 1897/98 arbeitete der schwedische Fotograf John Hertzberg (1871–1935) in seinem Atelier als Assistent.
Otto Wegener starb 1924 in Paris und wurde auf dem Cimetière du Père-Lachaise bestattet. 2002 wurde das Grab aufgelassen, seine sterblichen Überreste wurden in das Ossarium des Friedhofs überführt.

## Nachlass
Otto Wegeners umfangreiches Bildmaterial bleibt bisher weitgehend kunsthistorisch und von Seiten der Geschichts- und Sozialwissenschaften unerschlossen, da sich seine Fotografien entweder in privater Hand oder verstreut in europäischen Sammlungen befinden. Auch die in den großen internationalen Kunstausstellungen gezeigten Arbeiten wurden bisher nicht wissenschaftlich aufgearbeitet.

## Ausstellungen
Bilder von Otto Wegener wurden 1892 auf der Ersten Internationalen Photographieausstellung in Paris gezeigt. Otto vertrat Frankreich auf der Weltausstellung 1900, 1908 auf der Großen Kunstausstellung in Dresden und 1914 in Leipzig auf der Internationalen Ausstellung für Buchgewerbe und Graphik.

## Kunstmarkt
Cabinet Cards, Originalabzüge und Glasnegative Wegeners werden gelegentlich auf Auktionen angeboten.
Fotografien erreichen hier Preise um 800 bis 13.000 US-Dollar, bei steigender Tendenz.
2016 wurden bei Sotheby’s in Paris 120 Objekte aus dem Besitz von Prousts Urgroßnichte Patricia Mante-Proust versteigert. Zum Konvolut gehörte u. a. die Cabinet Card mit Proust und zwei seiner Freunde, die bei einem Schätzpreis 5.000 bis 8.000 Euro den Zuschlag bei 18.750 Euro erhielt. Diese Karte ist ein absolutes Unikat, da alle anderen damaligen Abzüge auf Druck von Prousts Eltern vernichtet worden sind. Reproduktionen gehen auf dieses eine erhaltene Exemplar aus dem Besitz von Mante-Proust zurück. In derselben Auktion erreichte ein Proust-Porträt 21.250 Euro, bei einem Schätzpreis von 4.000 bis 6.000 Euro. Das Porträt gehört zu einer vierteiligen Serie, in der Proust auf einer Sitzbank im Stil Louis XV. posiert.
2017 wurde ein Gummidruck von 1910 mit dem Bild einer Pariser U-Bahn-Station zu einem Schätzpreis von 30.000 bis 50.000 US-Dollar für einen nicht bekannten Preis bei Phillips in New York versteigert.
Das Musée Rodin in Paris erwarb im November 2018 ein auf Karton aufgezogenes, in einen vergoldeten Rahmen gefasstes Porträt Edward Steichens per Vorkaufsrecht für 14.520 Euro.